# Каламбай Отепа
Пол-Мохаммед Каламбай Отепа (фр. Paul-Mohamed Kalambay Otepa; 12 листопада 1948 — 12 листопада 2024) — заїрський футболіст, що грав на позиції воротаря.

## Кар'єра
Виступав, зокрема, за клуб «ТП Мазембе», а також національну збірну Заїру. У кваліфікації на Чемпіонат світу 1974 року Отепа провів один матч проти Камеруну (2:0), допомігши Заїру стати першим учасником фінального етапу чемпіонату світу від Субсахарської Африки. На самому чемпіонаті світу, який проходив у ФРН, Каламбай був заявлений під 22 номером. У своїй групі команда посіла останнє 4 місце, поступившись Шотландії, Бразилії та Югославії. Отепа був запасним воротарем і на поле не виходив, а команда встановила антирекорд чемпіонатів світу, пропустивши 14 голів і не забивши жодного.